# Bojongmanik (Bojongmanik)
Bojongmanik is een bestuurslaag in het regentschap Lebak van de provincie Banten, Indonesië. Bojongmanik telt 2299 inwoners (volkstelling 2010).